# Premio Walter Payton al Hombre del Año de la NFL
El Premio Walter Payton al Hombre del Año de la NFL (Walter Payton NFL Man of the Year Award) es un galardón entregado de manera anual por la National Football League (NFL) al jugador que muestra un servicio destacado y dedicación a la comunidad, así como su excelencia en el terreno de juego. Está nombrado en honor a Walter Payton, jugador de los Chicago Bears entre 1975 y 1987 fallecido en 1999 y ganador del premio en 1977.
Cada año, un ganador es seleccionado de 32 posibles nominados de los 32 equipos. Un panel de jueces seleccionan al ganador, entre ellos el comisionado de la NFL, Connie Payton (viuda de Walter Payton), el ganador del año anterior y un número variable de exjugadores. El ganador del Premio al Hombre del año recibe una donación de 250.000 dólares a su nombre para la obra de caridad de su elección. Los otros 31 finalistas también reciben donaciones a su nombre por 10 000 dólares cada uno para la obra de caridad de su elección.
El ganador actual es cameron heyward de los pittsburgh steelers. (2023-2024)

## Ganadores

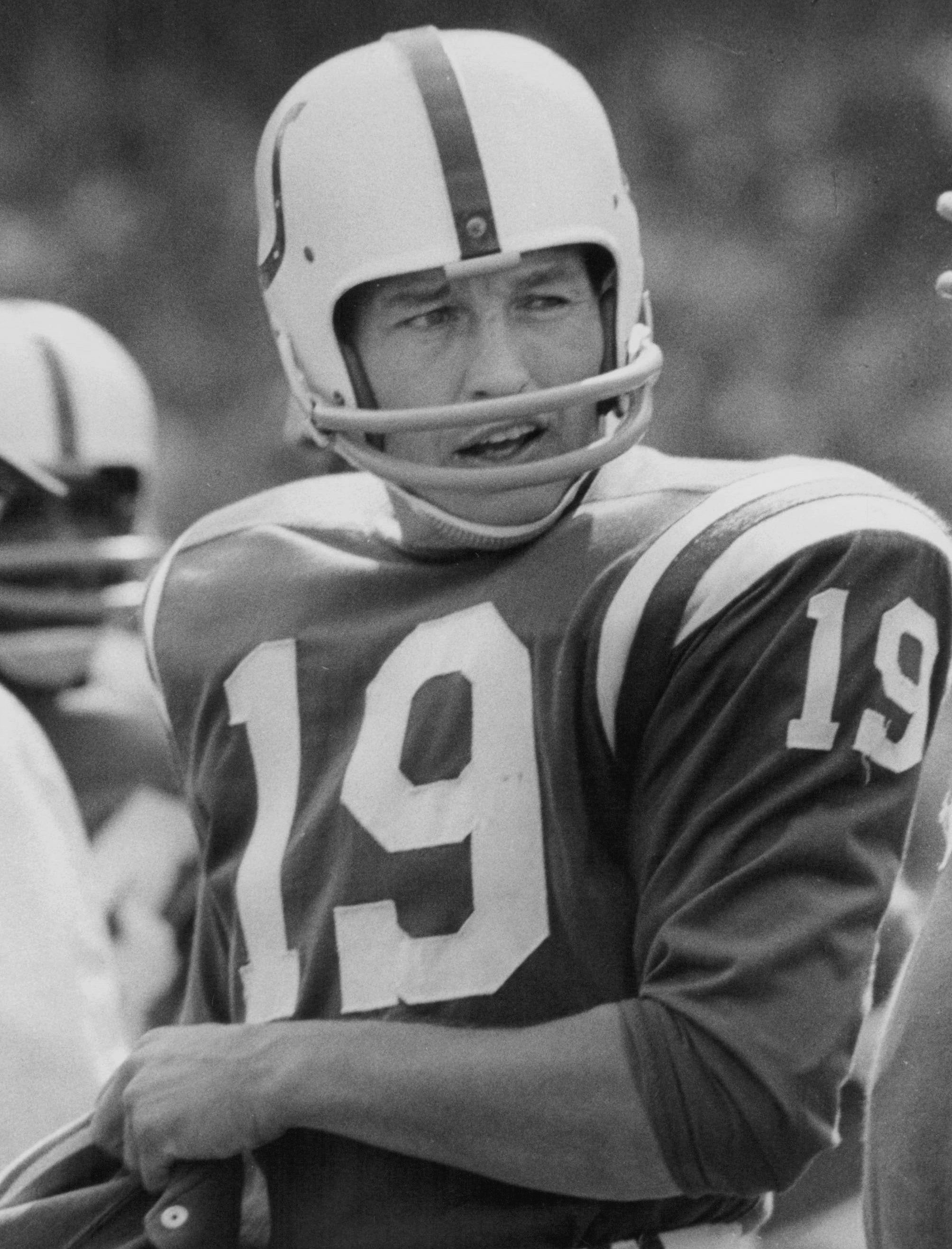
Johnny Unitas fue el primer ganador del premio.

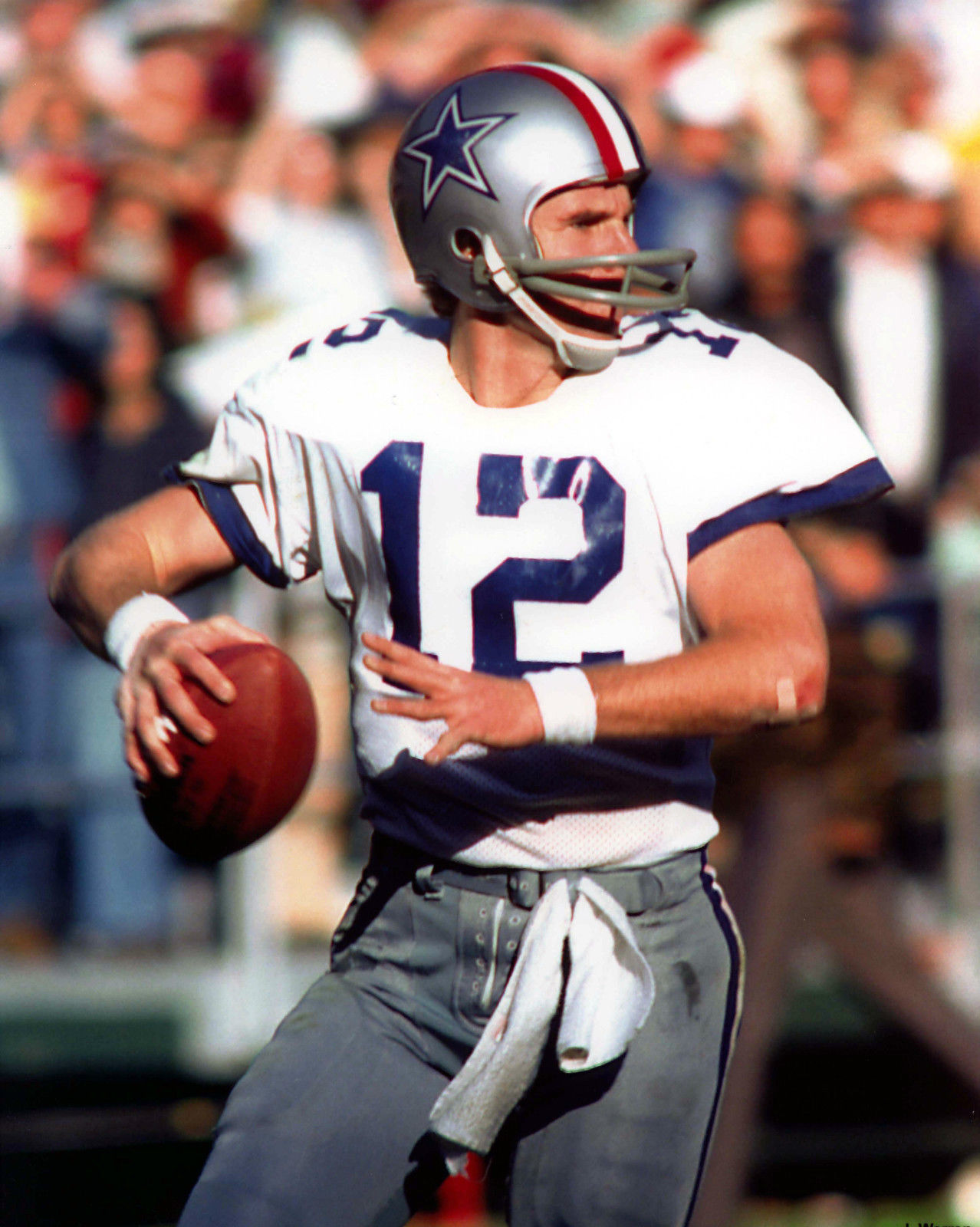
Roger Staubach ganó el premio en 1978.

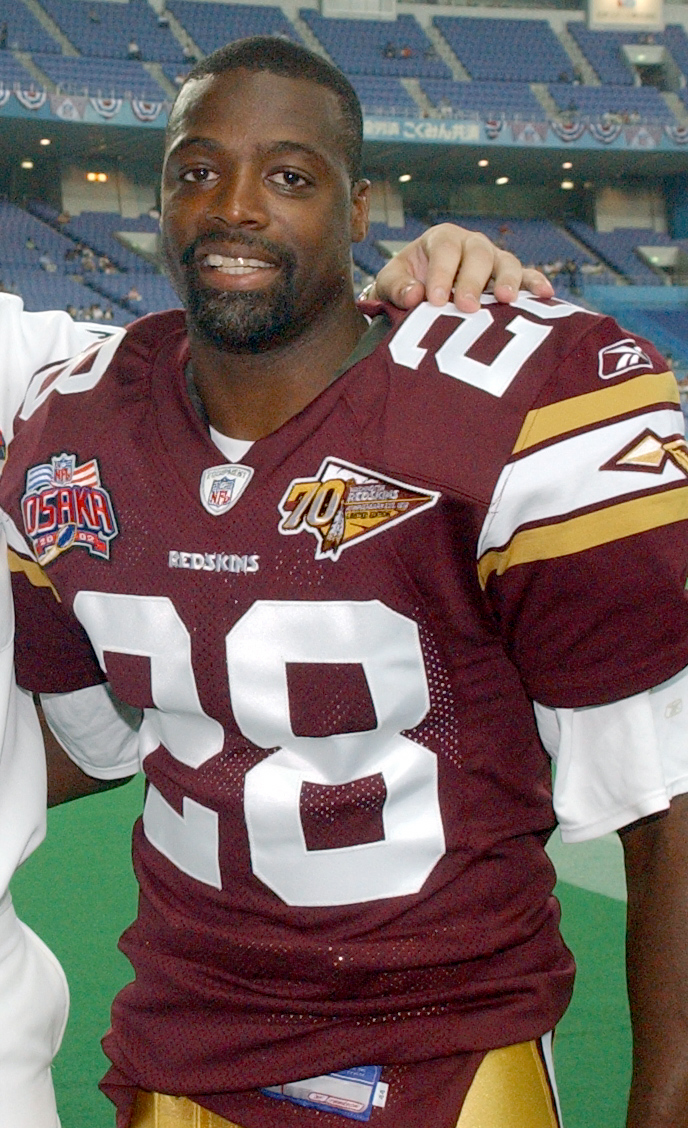
Darrell Green ganó el premio en 1996.

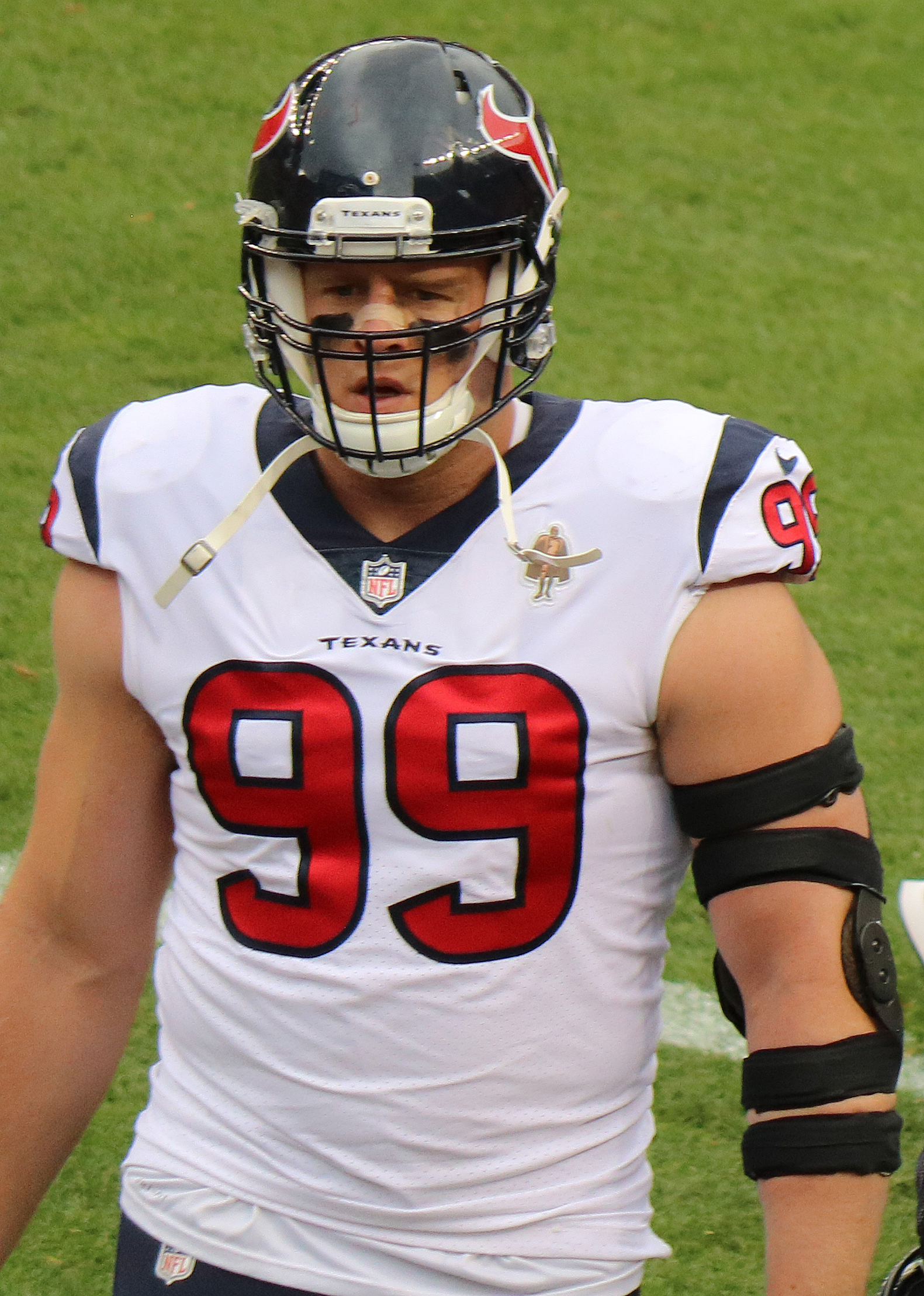
J. J. Watt ganó el premio en 2017.

|  | Jugador en activo en la NFL                                     |
|  | Elegido en el Salón de la Fama del Fútbol Americano Profesional |

| Temporada | Jugador             | Nacionalidad   | Posición         | Equipo               | Ref.  |
| --------- | ------------------- | -------------- | ---------------- | -------------------- | ----- |
| 1970      | Johnny Unitas       | Estados Unidos | Quarterback      | Baltimore Colts      |       |
| 1971      | John Hadl           | Estados Unidos | Quarterback      | San Diego Chargers   |       |
| 1972      | Willie Lanier       | Estados Unidos | Linebacker       | Kansas City Chiefs   |       |
| 1973      | Len Dawson          | Estados Unidos | Quarterback      | Kansas City Chiefs   |       |
| 1974      | George Blanda       | Estados Unidos | Quarterback      | Oakland Raiders      |       |
| 1975      | Ken Anderson        | Estados Unidos | Quarterback      | Cincinnati Bengals   |       |
| 1976      | Franco Harris       | Estados Unidos | Running back     | Pittsburgh Steelers  |       |
| 1977      | Walter Payton       | Estados Unidos | Running back     | Chicago Bears        |       |
| 1978      | Roger Staubach      | Estados Unidos | Quarterback      | Dallas Cowboys       |       |
| 1979      | Joe Greene          | Estados Unidos | Defensive tackle | Pittsburgh Steelers  |       |
| 1980      | Harold Carmichael   | Estados Unidos | Wide receiver    | Philadelphia Eagles  |       |
| 1981      | Lynn Swann          | Estados Unidos | Wide receiver    | Pittsburgh Steelers  |       |
| 1982      | Joe Theismann       | Estados Unidos | Quarterback      | Washington Redskins  |       |
| 1983      | Rolf Benirschke     | Estados Unidos | Placekicker      | San Diego Chargers   |       |
| 1984      | Marty Lyons         | Estados Unidos | Defensive tackle | New York Jets        |       |
| 1985      | Dwight Stephenson   | Estados Unidos | Center           | Miami Dolphins       |       |
| 1986      | Reggie Williams     | Estados Unidos | Linebacker       | Cincinnati Bengals   |       |
| 1987      | Dave Duerson        | Estados Unidos | Safety           | Chicago Bears        |       |
| 1988      | Steve Largent       | Estados Unidos | Wide receiver    | Seattle Seahawks     |       |
| 1989      | Warren Moon         | Estados Unidos | Quarterback      | Houston Oilers       |       |
| 1990      | Mike Singletary     | Estados Unidos | Linebacker       | Chicago Bears        |       |
| 1991      | Anthony Muñoz       | Estados Unidos | Offensive tackle | Cincinnati Bengals   |       |
| 1992      | John Elway          | Estados Unidos | Quarterback      | Denver Broncos       |       |
| 1993      | Derrick Thomas      | Estados Unidos | Linebacker       | Kansas City Chiefs   |       |
| 1994      | Junior Seau         | Estados Unidos | Linebacker       | San Diego Chargers   |       |
| 1995      | Boomer Esiason      | Estados Unidos | Quarterback      | New York Jets        |       |
| 1996      | Darrell Green       | Estados Unidos | Cornerback       | Washington Redskins  |       |
| 1997      | Troy Aikman         | Estados Unidos | Quarterback      | Dallas Cowboys       |       |
| 1998      | Dan Marino          | Estados Unidos | Quarterback      | Miami Dolphins       |       |
| 1999      | Cris Carter         | Estados Unidos | Wide receiver    | Minnesota Vikings    |       |
| 2000      | Derrick Brooks      | Estados Unidos | Linebacker       | Tampa Bay Buccaneers |       |
| 2000      | Jim Flanigan        | Estados Unidos | Defensive tackle | Chicago Bears        |       |
| 2001      | Jerome Bettis       | Estados Unidos | Running back     | Pittsburgh Steelers  |       |
| 2002      | Troy Vincent        | Estados Unidos | Cornerback       | Philadelphia Eagles  |       |
| 2003      | Will Shields        | Estados Unidos | Guard            | Kansas City Chiefs   |       |
| 2004      | Warrick Dunn        | Estados Unidos | Running back     | Atlanta Falcons      |       |
| 2005      | Peyton Manning      | Estados Unidos | Quarterback      | Indianapolis Colts   |       |
| 2006      | Drew Brees          | Estados Unidos | Quarterback      | New Orleans Saints   |       |
| 2006      | LaDainian Tomlinson | Estados Unidos | Running back     | San Diego Chargers   |       |
| 2007      | Jason Taylor        | Estados Unidos | Defensive end    | Miami Dolphins       |       |
| 2008      | Kurt Warner         | Estados Unidos | Quarterback      | Arizona Cardinals    |       |
| 2009      | Brian Waters        | Estados Unidos | Guard            | Kansas City Chiefs   |       |
| 2010      | Madieu Williams     | Estados Unidos | Safety           | Minnesota Vikings    |       |
| 2011      | Matt Birk           | Estados Unidos | Center           | Baltimore Ravens     |       |
| 2012      | Jason Witten        | Estados Unidos | Tight end        | Dallas Cowboys       |       |
| 2013      | Charles Tillman     | Estados Unidos | Cornerback       | Chicago Bears        |       |
| 2014      | Thomas Davis        | Estados Unidos | Linebacker       | Carolina Panthers    |       |
| 2015      | Anquan Boldin       | Estados Unidos | Wide receiver    | San Francisco 49ers  | [ 1 ] |
| 2016      | Larry Fitzgerald    | Estados Unidos | Wide receiver    | Arizona Cardinals    | [ 2 ] |
| 2016      | Eli Manning         | Estados Unidos | Quarterback      | New York Giants      | [ 2 ] |
| 2017      | J. J. Watt          | Estados Unidos | Defensive end    | Houston Texans       |       |
| 2018      | Chris Long          | Estados Unidos | Defensive end    | Philadelphia Eagles  | [ 3 ] |
| 2019      | Calais Campbell     | Estados Unidos | Defensive end    | Jacksonville Jaguars | [ 4 ] |
| 2020      | Russell Wilson      | Estados Unidos | Quarterback      | Seattle Seahawks     |       |
| 2021      | Andrew Whitworth    | Estados Unidos | Tackle           | Los Angeles Rams     |       |
| 2022      | Dak Prescott        | Estados Unidos | Quarterback      | Dallas Cowboys       |       |